# Sepanjang (Tawangmangu)
Sepanjang is een bestuurslaag in het regentschap Karanganyar van de provincie Midden-Java, Indonesië. Sepanjang telt 3565 inwoners (volkstelling 2010).